# L'Inconnue de Monte-Carlo
Pour plus de détails, voir Fiche technique et Distribution.
L'Inconnue de Monte-Carlo est un film franco-italien réalisé par André Berthomieu et Mario Soldati, sorti en 1939.
C'est la version française du film italien de Mario Soldati, La signora di Montecarlo. En effet, le film a été tourné dans les studios Pisorno de Tirrenia en double version italienne et française, avec quelques différences : par exemple, le personnage de Georges Duclos est joué par Albert Préjean dans la version française, et par Fosco Giachetti dans la version italienne.

## Synopsis
Une aventurière sert d'appât pour un escroc, qui dépouille au poker les naïfs qu'elle lui amène. Un ami d'enfance lui vient en aide.

## Fiche technique
- Titre de la version italienne : La signora di Montecarlo
- Réalisation : André Berthomieu, Mario Soldati, assisté d'Henri Calef et Gianni Franciolini
- Scénario : Renato Castellani, Jacques Constant, Mario Soldati
- Photographie : Marcel Franchi, Fred Langenfeld
- Montage : Henri Taverna
- Musique : Joe Hajos, Fred Spielman
- Société de production :  Continentalcine, Franco London Films
- Durée : 86 minutes
- Dates de sortie : 
  - France : 26 janvier 1939

## Distribution
- Dita Parlo : Véra
- Albert Préjean : Georges Duclos (version française)
- Fosco Giachetti : Giorgio Duclos (version italienne)
- Jules Berry : Messirian
- Claude Lehmann : André
- Henri de Livry
- Enrico Glori
- Jean Heuzé : Le détective (version française)
- Danilo Calamai : Le détective (version italienne)
- Gaston Mauger